# Alepia copelata
Alepia copelata är en tvåvingeart som beskrevs av Quate 1999. Alepia copelata ingår i släktet Alepia och familjen fjärilsmyggor. Inga underarter finns listade i Catalogue of Life.